# C'est la vie (film, 1991)
C'est la vie est un film allemand réalisé par Daniel Cohn-Bendit et Peter Franz Steinbach sorti en 1991.

## Fiche technique
- Réalisation : Daniel Cohn-Bendit et Peter Franz Steinbach
- Image : Robert Berghoff
- Son : Stephan Konken
- Date de sortie : 1991

## Distribution
- Matthias Beltz
- Christine Brandt
- Jean-Pierre Léaud